# 盧迪亞納縣

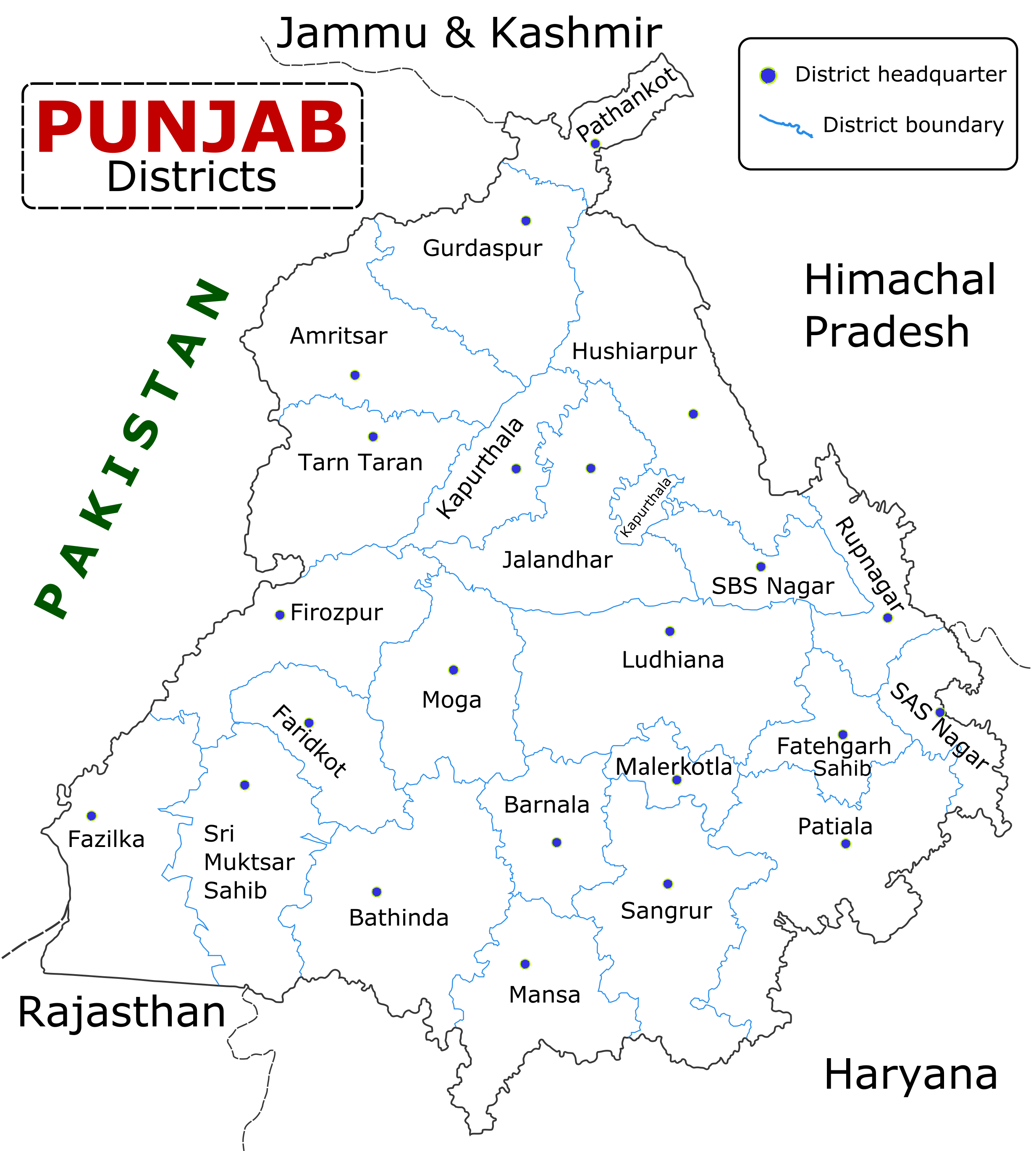

盧迪亞納縣是印度的一個縣，位於該國西北部，由旁遮普邦負責管轄，面積3,767平方公里，識字率為82.5%，2011年人口3,487,882，人口密度每平方公里926人。